# ليف بازلتي

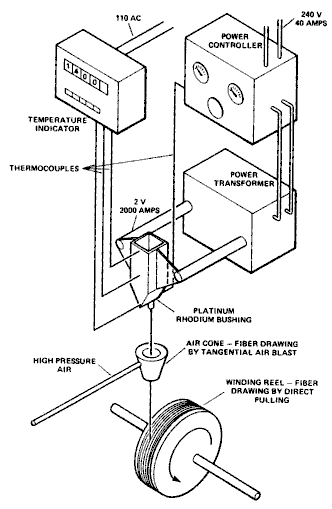

الليف البازلتي هو مادة تصنع من ألياف عالية الجودة من البازلت، والذي يتكون من معدن بلاغيوكلاس و بيروكسين و أوليفين. يشبه ألياف الكربون و اللدائن المدعمة بألياف زجاجية ويملك خصائص فيزيائية-ميكانيكية أفضل من اللدائن المدعمة ، وأرخص من الألياف الكربون، ويستخدم كنسيج مضاد للحرائق في صناعة المركبات وفي الفضاء الجوي، ويمكن استخدامه أيضا كمادة مركبة في صناعة بعض المنتجات مثل حوامل الكاميرات.

## التصنيع
تصنع الألياف البازلتية من مادة واحدة وهي البازلت المسحوق، ومن بازلت مخصص فهو يتطلب مواصفات كيميائية وفيزيائية معينة، وعلى عكس الدائن المدعمة بألياف زجاجية، لايضاف أي مادة إلى البازلت، فقط يغسل ويصهر.

## الاستخدامات
- عازل للحرارة
- أسطوانات عالية الضغط (مثل أسطوانات الغاز والصهاريج)
- شفرات الطاحونة الهوائية
- أعمدة المصابيح
- بدن السفينة
- هيكل السيارات
- معدات الرياضة
- مقو للاسمنت (مثلا الجسور والمباني)
- رباط في جدار التجويف

## وصلات إضافية
- The production of basalt fibers نسخة محفوظة 19 يوليو 2004 على موقع واي باك مشين. Information from the Uzbekistan state scientific committee
- Basalt Continuous Fiber - Information and Characteristics Information from the Basalt Fiber & Composite Materials Technology Development
- Basalt Roving Dome Video demonstration of concrete construction reinforced with basalt fiber
- Generation 2.0 of Continuous Basalt Fiber Comparing the technologies used in CBF production
- Compressive behavior of Basalt Fiber Reinforced Composite The development of basalt fiber reinforced composite is an important milestone in improving the mechanical performance and durability of concrete construction.
- Some aspects of the technological process of continuous basalt fiber CBF